# Proagonistes redimiculum
Proagonistes redimiculum är en tvåvingeart som beskrevs av Speiser 1914. Proagonistes redimiculum ingår i släktet Proagonistes och familjen rovflugor. Inga underarter finns listade i Catalogue of Life.